# Április
Április az év negyedik, 30 napos hónapja a Gergely-naptárban. A hónapot Mars kedveséről, Venusról nevezték el, Venust ugyanis Aperirének is hívták. A név a latin aperire szóból származik, melynek jelentése „megnyitni” – ez valószínűleg utalás az ekkor kinyíló természetre. A 18. századi nyelvújítók szerint az április: nyilonos. A népi kalendárium Szent György havának nevezi.

## Április eseményei
- április 1.: 

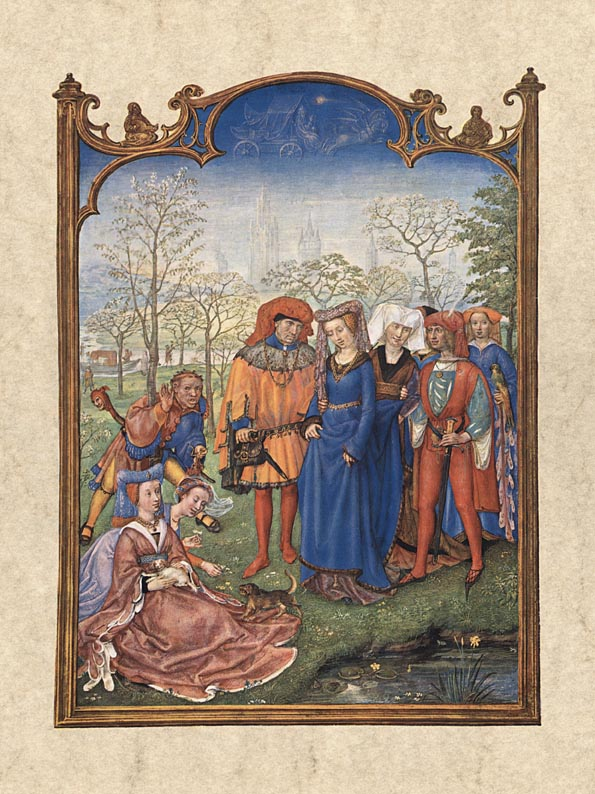
Április a Grimani Breviáriumban

  - Az ugratás, tréfálkozás napja (Bolondok napja)
- április 2.: 
  - Autizmussal élők világnapja (2008-tól)
  - Szakszervezeti akciónap
  - Gyermekkönyvek nemzetközi napja
- április 4.: 
  - 2002 óta a patkányok világnapja (World Rat Day).
- április 7.: 
  - Egészségügyi világnap
  - Biztonságos anyaságért világnap
- április 8.: 
  - Nemzetközi roma nap
- április 9.
  - Grúzia: A nemzeti egység napja (1991. április 9-én kiáltották ki Grúzia függetlenségét a Szovjetuniótól)
- április 10.:
  - Nemzeti rákellenes nap
- április 11.:
  - A magyar költészet napja
  - A Parkinson-kór világnapja
- április 12.:
  - Az űrhajózás világnapja
- április 13.
  - A katyńi vérengzés áldozatainak emléknapja Lengyelországban, 2007 óta.
- április 14.: 
  - A könyvtárosok világnapja
  - Black Day Dél-Koreában
- április 16.
  - A Holokauszt magyarországi áldozatainak emléknapja (2001 - től)
  - Dán Királyság: Nemzeti ünnep, II. Margit királynő születésnapja
  - Mordvinföld: Az erza nyelv napja
- április 18.: 
  - Műemlékvédelmi világnap
  - Rádióamatőr világnap. ( 1925., ARRL )
  - Zimbabwe: A függetlenség napja (1980)
- április 19.
  - Venezuela: A függetlenség napja.
- április 20.: 
  - Nagykanizsa napja
- április 21.
  - Óvoda-nap: Friedrich Fröbel német pedagógus és óvodaalapító születésének (1782) emlékére tartják.
  - Bölcsődék napja: szakmai ünnep, kifejezve a társadalom megbecsülését a bölcsődei dolgozók által teremtett értékek iránt (Szociális és Munkaügyi Minisztérium, az első magyar bölcsőde megnyitásának emlékére
- április 22.: 
  - A Föld napja, egyike a környezetvédelmi világnapoknak.
  - Kecel napja
- április 23.: 
  - A könyv és a szerzői jogok világnapja
- április 24.:
  - Sárkányölő Szent György napja (egyes népeknél ez a nap április 23-ára esik).
  - A kísérleti állatok védelmének világnapja
  - A magyar rendőrség napja
  - Az örmény népirtás emléknapja (az örmény értelmiségiek 1915. április 24-i deportálásának napja) az Oszmán Birodalomban.
  - Tótkomlós napja
- április 25.:
  - A Malária Elleni Küzdelem Világnapja
  - Olaszország nemzeti ünnepe, a Felszabadulás napja (a második világháború vége óta)
  - Portugália: A szabadság napja (Dia da Liberdade), az 1974-es szegfűk forradalmának (Revolução dos Cravos) évfordulója
- április 26.
  - Szellemi tulajdon világnapja (World Intellectual Property Day) 2001-től, a WIPO 2000. évi közgyűlésének határozata alapján
  - Tanzánia: Egyesül Tanganyika és Zanzibár, e két országnévből alkotott új név alatt létrejön Tanzánia. 1964 (Union Day)
- április 27.
  - Szlovénia – Az ellenállás napja (a német, olasz, magyar megszállás ellen harcoló Felszabadítási Front 1941-es alapításának emléknapja).
  - Togo: a függetlenség napja (1960)
  - Dél-afrikai Köztársaság - A szabadság napja, 1994
- április 28.:
  - A munkabalesetben elhunytak és megsérültek nemzetközi napja
  - Újfehértó napja
- április 29.:
  - A táncművészet világnapja, az 1727-ben született Jean G. Noverre francia balett-táncos, koreográfus, az egyetemes táncművészet megújítója születésnapján.

A Cultura Magazin cikke csak engedéllyel másolható.
- április 30.:
  - A méhek napja Magyarországon
  - A katonai zenekarok napja
  - A magyar film napja
  - Walpurgis-éj, a boszorkányok napja

- április első hétvégéje: a roma kultúra napja
- április utolsó vasárnapja: testvérvárosok világnapja.
- Április második vagy harmadik szerdája: a vakvezető kutyák világnapja.
- Április harmadik szombatja a Lemezboltok Napja.
- A húsvét egy március 22. és április 25. közötti vasárnapra esik.

## Kiegészítések
- A horoszkóp csillagjegyei közül az alábbiak esnek az április hónapba:
  - Kos  (március 21.–április 19.)
  - Bika (április 20.–május 20.).
- Április folyamán a Nap az állatöv csillagképei közül a Halak csillagképből a Kos csillagképbe lép.
- Az április minden évben a hét ugyanazon napjával kezdődik, mint az adott év júliusa, szökőévekben pedig mint a január.

## Április a költészetben
Azon túl, hogy ebben a hónapban ünnepeljük a magyar költészet napját, jó néhány költőt, írót megihletett a magyar és világirodalomban a fagyos tél igazi végét jelentő április. Sokszor azonban egymástól eltérően ítélték meg költeményeikben, hogy ez valójában mit is jelent.
- Egy szólásmondás:

Április esőitől nyílnak május virágai.
- A Canterburyi mesékben az író, Chaucer, némi áhítattal:

Ha március fagyának erejét
Április langy esője veri szét
Geoffrey Chaucer: Canterbury mesék
- T. S. Eliot ezzel szemben A puszta ország című művében némi iróniával:

Kegyetlen hónap április, kibontja
A holt föld orgonáit, egybeontja
A vágyat és emléket és a csonka
Gyökerekre langyos esőt zudít
T. S. Eliot: The Waste Land (1922, Weöres Sándor A puszta ország c. fordítása)
- A magyar irodalomban példa erre többek között Radnóti Miklós és Tóth Árpád

…Ó április, ó április,
a nap se süt, nem bomlanak
a folyton nedvesorru kis rügyek se még
a füttyös ég alatt…
Radnóti Miklós: Április
…Április, óh, Április,
Minden csínyre friss!
Faun-bokájú, vad suhanc,
Ujra itt suhansz!…
Tóth Árpád: Április

## Érdekességek
- A 2016-os április volt sorozatban a 12. olyan hónap, amelynek átlaghőmérséklete meghaladta a korábban mért havi rekordot. Ez a mérések megkezdése óta első alkalommal fordult elő. A 2016-os április hónap átlaghőmérséklete 13,7 °C volt, amely a korábbi 2010-ben mért rekordnál is magasabb.[1]
- 2018. április 30-án Pakisztán Nawabshah városában 50,2 °C-ot mértek. Ez mindeddig a Földön valaha mért (megbízhatónak tartott) legmagasabb áprilisi hőmérséklet.[2] Szintén a 2018. évi volt Magyarországon (1901 óta) a legmelegebb április; a sokévi átlagot 4,6 °C-szal múlta felül.[3]

## Lásd még
http://aprilis.lap.hu/